# Junonia hainanensis
Junonia hainanensis är en fjärilsart som beskrevs av Hans Fruhstorfer 1912. Junonia hainanensis ingår i släktet Junonia och familjen praktfjärilar. Inga underarter finns listade i Catalogue of Life.